# Oros (Indien)
Oros ist ein Dorf im indischen Bundesstaat Maharashtra. Oros liegt an der Westküste Indiens und grenzt an das Arabische Meer.
Oros ist der Verwaltungssitz des Distrikts Sindhudurg. Er hatte am Stichtag der Volkszählung 2011 5.311 Einwohner, von denen 2.685 Männer und 2.626 Frauen waren. Die Alphabetisierungsrate lag 2011 bei 92,13 % und damit deutlich über dem nationalen Durchschnitt. 9,3 % der Bevölkerung waren Kinder unter 6 Jahren. Die meisten Einwohner sprechen die Sprache Konkani.